# Günther Neumann
Günther Neumann (* 5. September 1958) ist ein deutscher Kameramann.

## Leben
Nach einer zweijährigen Ausbildung zum Uhrmacher nahm Neumann eine Stelle als Produktionsassistent in Hamburg an. Nach zwei Jahren Produktions- und späterer Kameraassistenz erlernte er den Beruf des Kameramanns. Er arbeitete danach bei den Optischen Werken Leitz in Wetzlar und in der Ton- und Lichttechnik des 'Staatstheaters Wiesbaden. Auf Los geht’s los ... eine Sendung mit Blacky Fuchsberger wurde sein neuer Einstieg bei einer Beleuchtungsfirma für Film- und Fernsehproduktionen. Danach spezialisierte sich Neumann auf Werbung und den 35-mm-Film.
Über die Jahre hinweg produzierte er mehr als 1200 Werbespot.
1994 gründete er die Firmen Interspot TV und danach die Filmhaus Wiesbaden OhG, aus der 2004 die neue Filmhaus Wiesbaden Film und TV Produktion wurde. Touristikmagazine, Gesundheitsmagazine, Abenteuerreportagen, Dokumentationen, Industriefilm, Reportagen säumten seinen Weg und brachten ihn in ca. 120 Länder dieser Welt. In seiner Berufung als Kameramann produzierte er Sendungen wie (Galileo, Abenteuer Leben, Zeitgeschichte u.v.m).
Neumann, der alle Bereiche des Fernsehens abgedeckt hat, legte ab 2005 seinen Schwerpunkt in den Bereich Spielfilm und Serien als Director of photography (DOP) für Kino und Fernsehen. Auch heute noch sind es die unterschiedlichen Produktionsbereiche, die sein Spektrum und seine Erfahrungen prägen.

## Filmografie (Auswahl)

### Filme
| - 2006: Die Steinigung – Regie: Harald Holzenleiter, Kinofilm - 2007: Dating Vietnam – Regie: Harald Holzenleiter, Kinofilm - 2009: Jürgensplatz – Regie: Harald Holzenleiter, Fernsehfilm - 2012: Bad Bank – Regie: Harald Holzenleiter, Fernsehfilm - 2012: Jenseits von Gut und Böse – Regie: Harald Holzenleiter, Fernsehfilm - 2012: Lovers Lane – Regie: Harald Holzenleiter, Fernsehfilm - 2014: Ascensions Day – Regie: Harald Holzenleiter, Kinofilm - Geständnis einer Bestie – Regie: Hardald Holzenleiter, Fernsehfilm |

### Industriefilme
| - Osteoporose - Lucebit Flughafentechnik - Limburg Stadttrailer - Hotel Dunas - Glashütte - Hotel Dead See |

### Dokumentarfilme
| - Mentawei, Indios, Dokumentarfilm - Schlange – Abenteuer Ferne - Gerber – Abenteuer Ferne, Fernsehserie/Dokumentarfilm - Eismann – Abenteuer Leben, Fernsehserie/Dokumentarfilm - Frikadelle – Abenteuer Leben, Fernsehserie/Dokumentarfilm - Achim Winter, Fernsehreportage - Spuren der Affenmenschen, Dokumentarfilm - Weinernte im Schloss, Dokumentarfilm |